# موش‌های درختی لوزون
موش‌های درختی لوزون (نام علمی: Carpomys) نام یک سرده از زیرخانواده نیاموشان است.